# Dicranomyia (Idioglochina) kronei
Dicranomyia (Idioglochina) kronei is een tweevleugelige uit de familie steltmuggen (Limoniidae). De soort komt voor in het Australaziatisch gebied.